# 李德珫
李德珫（？—945年），五代十国后唐、后晋将领，应州金城（今山西省应县）人。
他的祖父李晟，父亲李宗元，都是边将。李德珫年轻时善骑射，在李克用麾下为偏校。跟随李存勖在潞州、柏乡、德胜渡作战，有军功，加检校尚书左仆射，遥任刺史。天成年间，担任检校司空，领蔚州刺史。长兴元年（930年），升任为雄武军节度、秦成阶观察处置等使，加检校司徒。长兴二年（931年）六月，改镇定州，充北面副招讨使。石敬瑭即位，改为泾原节度使，到任回京，石敬瑭到邺都，任命他为东京留守，加同平章事。石重贵嗣位，改任广晋尹，加检校太师。开运年间，再领泾原节度使，在泾州病故。李德珫年轻时与李嗣源一起事奉李克用，故后来诸将多把它当做兄长，称他为“李七哥”。所治之地，虽没有大的政绩，但是为任宽恕，家无不当的积蓄，是清廉的武将。